# Red svetog Ivana
Red svetoga Ivana ili Prečasni red vitezova Ivanovaca od Jeruzalema (engleski:  Most Venerable Order of the Hospital of Saint John of Jerusalem; francuski:  l'ordre très vénérable de l'Hôpital de Saint-Jean de Jérusalem) je britansko državno odlikovanje koje je 1888. utemeljila kraljica Viktorija. Viktorija je red osnovala pod utjecajem Ivanovaca, katoličkog viteškoga reda za njegu bolesnih, koji su u Veliku Britaniju došli 1830-ih iz Francuske. Njegovali s bolesne, vodili i otvarali bolnice te pružali zdravstvenu skrb najpotrebnijima pod kraljičinom zaštitom.
Vitezovi Ivanovci Ujedninjenog Kraljevstva odlikovanje dodjeljuje istaknutim pojedincima u državama Britanske zajednice naroda (Commonwealtha), Republici Irskoj, Hong Kongu i Sjedinjenim Američkim Državama. Dodjeljuje se volonterima, liječnicima, medicinskim sestrama, njegovateljima, psihijatrima, psiholozima i svim osobama koje na neki način doprinose u liječenju teško bolesnih, poboljšanju zdarvstva u nekoj zemlji ili prevenciji od bolesti i brige za najugroženije. Tako odlikovanje mogu primiti i civili, vojnici, misionari i svećenici koji djeluju u osiguravanju pružanja medicinske skrbi ili brizi za bolesne i nemoćne.
Svečana dodjela odvija se svake godine 24. lipnja, na blagdan svetog Ivana Krstitelja. Krilatica reda sadrži sljedeće stihove na latinskom jeziku: Pro Fide Pro Utilitate Hominum. Primatelji viših stupnjeva reda dobivaju naslov "viteza" (za muškarce) ili "dame" (za žene), dok niže stupnjeve čine naslovi član, časnik i počasni primatelj. Red svetog Ivana jedno je od najviših civilnih odlikovanja Ujedinjenog Kraljevstva, a u Kanadi ima naslov "nacionalnog odlikovanja".

## Vanjske poveznice
- Službena stranice zajednice Ivanovaca - St. John International (engl.)
- Heraldica.org, François Velde: Povijest britanskog odlikovanja 'Red svetog Ivana', pristupljeno 20. prosinca 2016. (engl.)
- Zajednica Ivanovaca i jeruzalemskih viteških redova (engl.)